# بطولة آسيا لكرة القدم الخماسية للأندية 2012
بطولة آسيا لكرة القدم الخماسية للأندية 2012 هو موسم من بطولة آسيا لكرة القدم الخماسية للأندية ‏. فاز فيه Giti Pasand Isfahan FSC ‏.